# Sombrero calentano

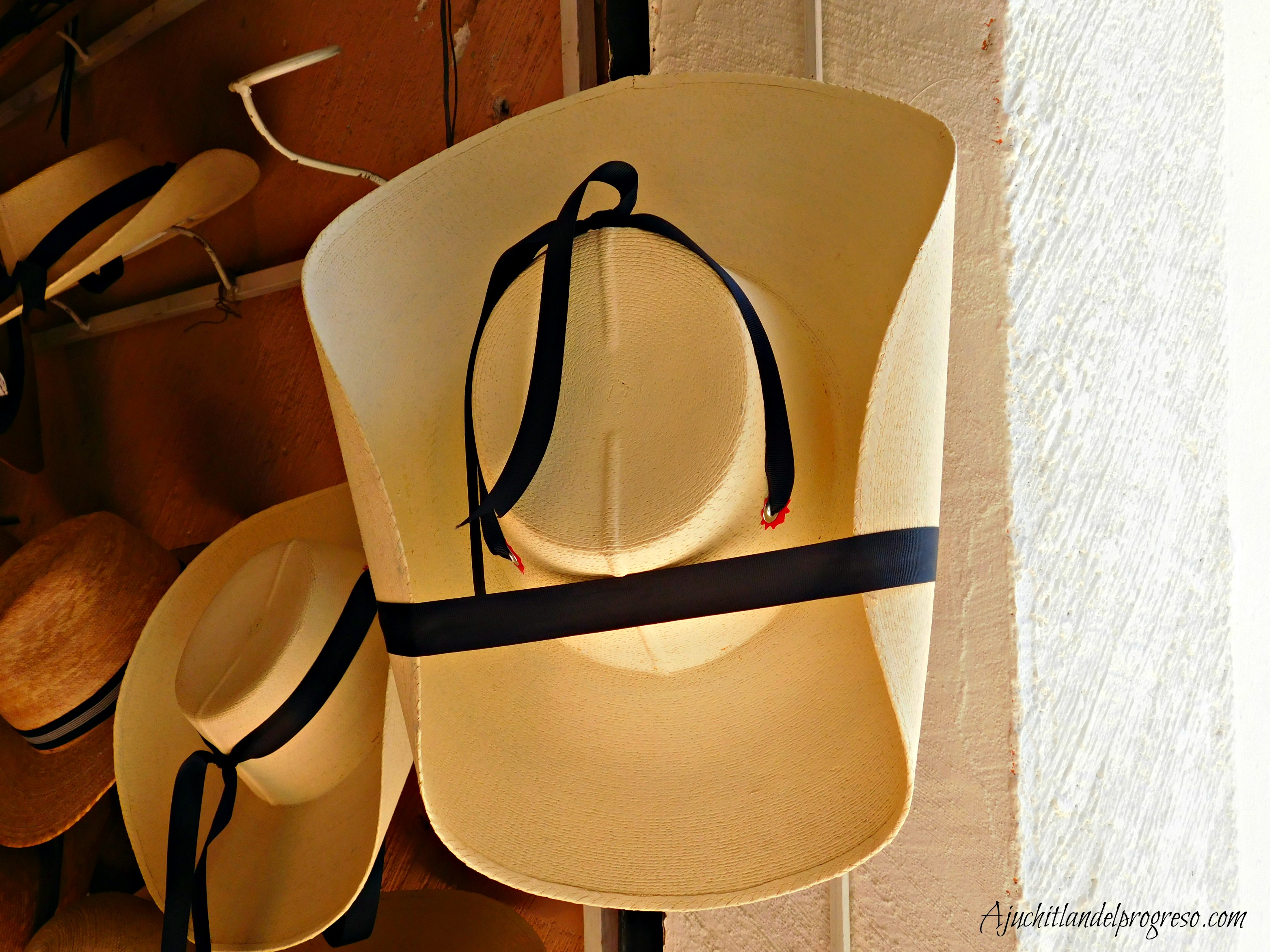
Sombrero calentano

El sombrero calentano es un tipo de sombrero tradicional de la región de Tierra Caliente, en México, que abarca los estados de Guerrero, Michoacán y Estado de México. Este tipo de sombrero es originario de Tlapehuala, Guerrero, en donde los artesanos los elaboran a partir de fibra natural de la palma real. 
Su uso es común en otros estados cercanos a la región, particularmente en Morelos. Es también usado por muchos artistas de música regional mexicana; específicamente los subgéneros del conjunto calentano, la banda calentana, y la música sierreña de Guerrero.  

## Descripción
Su parte superior es recta y su ancho es de dimensión corta. Los sombreros se elaboran seleccionando la hoja de palma que está tejida en cuerdas grandes, y luego se cose con hilo de algodón. Finalmente, se pone en moldes de metal y se prensa para obtener la forma. 
El sombrero calentano se hace de palma y astilla del ocote. Las trenzas largas se hacen en el sombrero original de siete ripios o tantos de palma que se cosen, ya sea a máquina cosido con hilo de algondon, a diferencia del cosido a mano que es con aguja en mano con hilo de ixtle o pita extraído del maguey. Existen sombreros en donde su calidad esta en función de la calidad de la palma, si llevan astilla y el número de vueltas que existen entre la orilla de la falda y la base de la copa.
El sombrero calentano empieza en 40 vueltas y puede llegar a tener hasta 100 vueltas, en la distancia de la orilla de falda a base de copa, entre más fina sea la trensa, el sombrero será más fino y por consecuencia su precio será más alto.